# Canon holmesiano

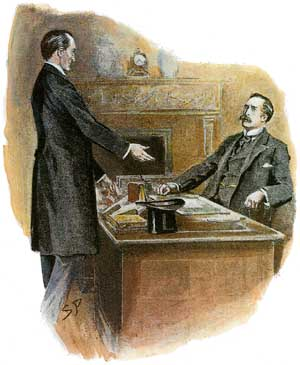
Sherlock Holmes y John Watson por Sidney Paget (1903), The Strand Magazine.

El canon holmesiano es el conjunto de escritos (novelas y colecciones de relatos) de autoría exclusiva de Arthur Conan Doyle que componen la bibliografía del famoso detective Sherlock Holmes. Se usa el término «canon» para distinguirlos de los demás relatos escritos con posterioridad por otros autores y basados en los personajes creados por Conan Doyle.
La mayoría de los textos del canon son narrados por el Doctor Watson; solo unos pocos aparecen contados por el propio Holmes o por un narrador omnisciente. Tienen comienzos in medias res e in extrema res, y la gran mayoría tienen final cerrado. La trama es casi siempre policíaca, con la excepción de narraciones anteriores al evento criminal.
El canon se compone de las cuatro novelas y los cincuenta y seis relatos escritos porArthur Conan Doyle en las que interviene Sherlock Holmes. Junto a él aparecen o se nombran una serie de personajes en más de una novela o relato. El principal de ellos es el Dr. John H. Watson, quien suele ser el narrador. Otros personajes son el inspector Lestrade, Irene Adler, la señora Hudson, el villano profesor James Moriarty y Mycroft Holmes (este último, hermano mayor del protagonista principal).

## Novelas
- Estudio en escarlata (A Study in Scarlet) (1887)
- El signo de los cuatro (The Sign of the Four) (1890)
- El sabueso de los Baskerville (The Hound of the Baskervilles), publicado por entregas, entre agosto de 1901 y abril de 1902, en The Strand Magazine.
- El valle del terror (The Valley of Fear), publicado por entregas, entre septiembre de 1914 y mayo de 1915, en The Strand Magazine.

## Colecciones de relatos
- Las aventuras de Sherlock Holmes (The Adventures of Sherlock Holmes), publicado por entregas, entre julio de 1891 y junio de 1892, en The Strand Magazine con ilustraciones originales de Sidney Paget.[2]
- Las memorias de Sherlock Holmes (The Memoirs of Sherlock Holmes), publicado por entregas, entre diciembre de 1892 y diciembre de 1893, en The Strand Magazine con ilustraciones originales de Sidney Paget.
- El regreso de Sherlock Holmes (The Return of Sherlock Holmes), publicado por entregas, entre 1903 y 1904, en The Strand Magazine con ilustraciones originales de Sidney Paget.
- Su última reverencia (His Last Bow), publicado por entregas entre 1908 y 1913.
- El archivo de Sherlock Holmes (The Case-Book of Sherlock Holmes), publicado por entregas entre 1921 y 1927.

## Desglose cronológico del canon

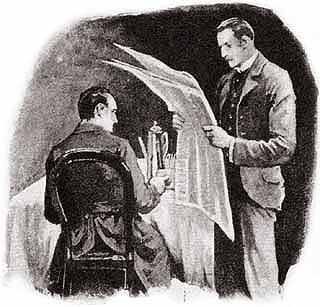
Ilustración de Sidney Paget para Las cinco semillas de naranja (noviembre de 1891).

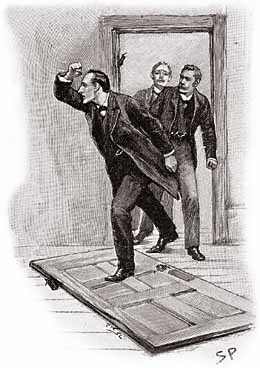
Ilustración de Sidney Paget para El empleado de correduría de bolsa (marzo de 1893).

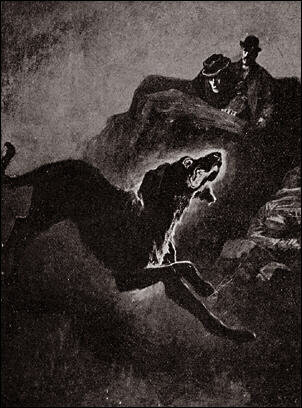
Ilustración de Alfred Garth Jones para El sabueso de los Baskerville (1902).

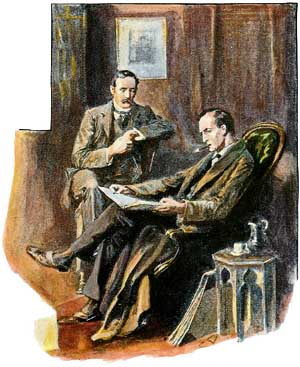
Ilustración de Sidney Paget para La aventura de la casa deshabitada (1903).

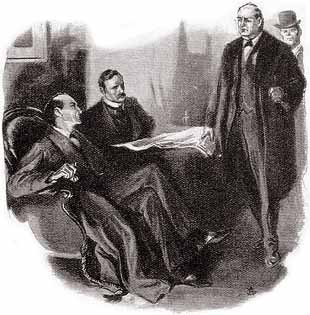
Ilustración de Arthur Twidle para Su última reverencia (1912).

- Estudio en escarlata (A Study in Scarlet) (1887)
- El Signo de los Cuatro (The Sign of the Four) (1890)
- Las aventuras de Sherlock Holmes (The Adventures of Sherlock Holmes) (1891-1892)
  - Escándalo en Bohemia (A Scandal in Bohemia) (julio-1891)
  - La liga de los pelirrojos (The Adventure of the Red-Headed League) (agosto-1891)
  - Un caso de identidad (A Case of Identity) (1891)
  - El misterio del valle Boscombe (The Boscombe Valley Mystery) (1891)
  - Las cinco semillas de naranja (The Five Orange Pips) (noviembre-1891)
  - El hombre del labio torcido (The Man with the Twisted Lip) (diciembre de 1891)
  - El carbunclo azul (The Adventure of the Blue Carbuncle) (enero de 1892)
  - La banda de lunares (The Adventure of the Speckled Band) (febrero de 1892)
  - El dedo pulgar del ingeniero (The Adventure of the Engineer's Thumb) (marzo de 1892)
  - El aristócrata solterón (The Adventure of the Noble Bachelor) (abril de 1892)
  - La diadema de berilos (The Adventure of the Beryl Coronet) (mayo de 1892)
  - El misterio de Copper Beeches (The Adventure of the Copper Beeches) (junio de 1892)
- Las memorias de Sherlock Holmes (The Memoirs of Sherlock Holmes) (1892-1893)
  - Estrella de plata (Silver Blaze) (diciembre de 1892)
  - La caja de cartón (The Adventure of the Cardboard Box) (enero de 1893)
  - El rostro amarillo (The Adventure of the Yellow Face) (febrero de 1893)
  - El oficinista del corredor de bolsa (The Adventure of the Stockbroker's Clerk) (marzo de 1893)
  - La corbeta "Gloria Scott" (The Adventure of the Gloria Scott) (abril de 1893)
  - El ritual de los Musgrave (The Adventure of the Musgrave Ritual) (mayo-1893)
  - Los hacendados de Reigate (The Adventure of the Reigate Squire) (junio de 1893)
  - La aventura del jorobado (The Crooked Man) (julio de 1893)
  - El paciente interno (The Resident Patient) (agosto-1893)
  - El intérprete griego (The Greek Interpreter) (septiembre de 1893)
  - El tratado naval (The Naval Treaty) (octubre/noviembre de 1893)
  - El problema final (The Final Problem) (diciembre de 1893)
- El sabueso de los Baskerville (The Hound of the Baskervilles) (1901-1902)
- El regreso de Sherlock Holmes (The Return of Sherlock Holmes) (1903-1904)
  - La aventura de la casa deshabitada (The Adventure of the Empty House) (1903)
  - El constructor de Norwood (The Adventure of the Norwood Builder) (1903)
  - Los bailarines (The Adventure of the Dancing Men) (1903)
  - El ciclista solitario (The Adventure of the Solitary Cyclist) (1903)
  - El colegio Priory (The Adventure of the Priory School) (1903)
  - Peter "el negro" (The Adventure of Black Peter) (1904)
  - Charles Augustus Milverton (The Adventure of Charles Augustus Milverton) (1904)
  - Los seis napoleones (The Adventure of the Six Napoleons) (1904)
  - Las gafas de oro (The Adventure of the Golden Pince-Nez) (1904)
  - Los tres estudiantes (The Adventure of the Three Students) (1904)
  - El tres cuartos desaparecido (The Adventure of the Missing Three-Quarter) (1904)
  - La granja Abbey (The Adventure of the Abbey Grange) (1904)
  - La segunda mancha (The Adventure of the Second Stain) (1904)
- El valle del terror (The Valley of Fear) (1914-1915)
- Su última reverencia (His Last Bow) (1908-1913). Algunas ediciones de este libro incluyen «La caja de cartón», que forma parte de Las memorias de Sherlok Holmes.
  - El pabellón Wisteria (The Adventure of Wisteria Lodge) (1908)
  - El círculo rojo (The Adventure of the Red Circle) (1911)
  - Los planos del "Bruce-Partington" (The Adventure of the Bruce-Partington Plans) (1912)
  - El detective moribundo (The Adventure of the Dying Detective) (1913)
  - La desaparición de lady Frances Carfax (The Disappearance of Lady Frances Carfax) (1911)
  - El pie del diablo (The Adventure of the Devil's Foot) (1910)
  - Su último saludo en el escenario (His Last Bow) (1917)
- El archivo de Sherlock Holmes (The Case-Book of Sherlock Holmes) (1921-1927)
  - La piedra de Mazarino (The Adventure of the Mazarin Stone) (1921)
  - El problema del puente de Thor (The Problem of Thor Bridge) (1922)
  - El hombre que trepaba (The Adventure of the Creeping Man) (1923)
  - El vampiro de Sussex (The Adventure of the Sussex Vampire) (1924)
  - Los tres Garrideb (The Adventure of the Three Garridebs) (1924)
  - El cliente ilustre (The Adventure of the Illustrious Client) (1924)
  - Los tres gabletes (The Adventure of the Three Gables) (1926)
  - El soldado de la piel decolorada (The Adventure of the Blanched Soldier) (1926)
  - La melena de león (The Adventure of the Lion's Mane) (1926)
  - El fabricante de colores retirado (The Adventure of the Retired Colourman) (1926)
  - La inquilina del velo (The Adventure of the Veiled Lodger) (1927)
  - Shoscombe Old Place (The Adventure of Shoscombe Old Place) (1927)